# Meteorkunde
Die Meteorkunde beschäftigt sich mit jenen Lichtereignissen in unserer Atmosphäre, welche wissenschaftlich als Meteore und umgangssprachlich als Sternschnuppen bekannt sind und durch den Eintritt von Meteoroiden in die Erdatmosphäre entstehen. Sie steht in direktem Zusammenhang mit der Meteoritenkunde (auch Meteoritik), die die dabei gefallenen und zur Erde gelangenden Objekte (Meteoriten) untersucht.
Meteorkunde und Meteoritenkunde sind im Grenzgebiet zwischen Astronomie, Wetterkunde (das heißt der Meteorologie), Geologie und Materialkunde angesiedelt. Meteoriten werden darüber hinaus auch oft als Nebengebiet der Mineralogie abgehandelt. Aufgrund der notwendigen Augenzeugenberichte sind sie auf die Mithilfe von Amateurastronomen angewiesen. Deren internationale Zusammenarbeit findet unter anderem in der International Meteor Organization (IMO) und dem European Research Center for Fireballs and Meteorites (ERFM) statt.

## Untersuchte Ereignisse
Ein Meteor ist die kurze Leuchterscheinung, die sich am Himmel zeigt, wenn ein Meteoroid in die Erdatmosphäre eindringt. Dabei ist die Lichterscheinung an sich immer hinter dem Eindringling zu positionieren. Der Meteoroid schlägt in jeder Sekunde einen etwa 10–70 km langen und mehrere hundert Meter dicken Einschusskanal, wobei die Intensität von der Eintrittsgeschwindigkeit abhängt. Der Meteorit, der Körper des Meteors, ist für den Beobachter immer unsichtbar klein und normalerweise geht sein Material vollständig in das entstehende Kollisionsplasma über. Solange durch den Impuls Plasma entsteht, kann nichts leuchten. Erst in der Entspannungsphase, also im entstandenen Einschusskanal, kommt es durch Rekombination der Elektronen zur Emission von Licht. Das geschieht zuerst am äußeren Rand der Röhre und setzt sich nach innen fort und kann durchaus einen längeren Zeitraum in Anspruch nehmen. Diesen Vorgang kann man als Nachleuchten des Meteors beobachten.

## Methoden
Die gängigste Methode in der Meteorkunde ist die Videoüberwachung. Die meisten Beobachtungsdaten stammen von Amateurastronomen. Der Zusammenschluss in Netzwerken ermöglicht es, Meteore simultan von mehreren Standorten aus zu dokumentieren, um daraus deren Flugbahn berechnen zu können. Aus einer Bahnbestimmung von Meteorerscheinungen in der Atmosphäre, kann zum einen die Bahn des Meteoroiden in den interplanetaren Raum zurückverfolgt werden, zum anderen das Fallgebiet des Meteoren bestimmt werden, falls dieser bis zur Erdoberfläche gelangt.
Da die Erde mehrfach im Jahr Gebiete höherer Meteoroidendichte durchläuft, so sind mehrere Meteorströme im Jahresverlauf bekannt. Wichtig ist jedoch auch die Erfassung der Meteorraten außerhalb dieser Ströme. Über die Erfassung der Leuchtfarbe oder die Existenz eines Schweifs können Rückschlüsse auf die Temperatur der Meteoritenoberfläche und teilweise auch deren Beschaffenheit getroffen werden.

## Geschichte
Die mit Meteoroiden zusammenhängenden Leuchterscheinungen und die in deren Zusammenhang wahrgenommenen Geräusche wurden lange Zeit als Wettererscheinungen vermutet. Ernst Florens Friedrich Chladni stellte 1794 in „Über den kosmischen Ursprung der Meteorite und Feuerkugeln“ erstmals einen Zusammenhang mit fallenden kosmischen Objekten her. Zu seinen Forschungen gehörte auch das Aufsuchen, das Sammeln und die Untersuchung der eingeschlagenen Meteorite.
Als Ursprung einzelner Meteorite wurde in der ersten Hälfte des 19. Jahrhunderts ein größerer Himmelskörper vermutet, der in einem katastrophalen Ereignis zerstört wurde und sich einst zwischen Mars und Jupiter befunden haben muss.
Eine frühe Theorie der Flugphysik von Meteoriten wurde 1860 von W. Haidinger aufgestellt, die insbesondere auf die Form der Meteoriten eingeht. Er folgert, dass Steinmeteoriten bereits ihre endgültige Form angenommen haben und erkaltet sind, wenn sie die unteren Kilometer der Atmosphäre erreichen. In späteren Werken geht Haidinger noch genauer auf die Flugbahnen von Meteoriten ein.
Die Bedeutung von Augenzeugenberichten wird jedoch insbesondere beim Meteorit von Krähenberg deutlich: beim spektakulären Einschlag in der Nähe von arbeitenden Bauern wurde die Temperatur des Meteoriten als handwarm bezeichnet. G. Neymayer beschrieb diesen Meteorit als einen von acht Fällen, die im Zeitraum eines Jahres stattfanden und schloss auf einen Kometen als Ursprung. Auf der Homepage des Forschungsprojekts Meteorite Recon werden diese und weitere Veröffentlichungen zur Meteoritenkunde ausführlich beschrieben.
Alfred Wegener war mehr an der Wechselwirkung mit der Erdatmosphäre interessiert. Er veröffentlichte 1917 einen Artikel über den Farbwechsel großer Meteore. Er plante dies als ersten Teil einer dreiteiligen Abhandlung Beiträge zur Meteorkunde, musste jedoch feststellen: „Das Hauptinteresse an diesen Fragen sollte die Meteorologie haben, aber bisher haben die Astronomen die Meteorkunde gepachtet – und dabei die Atmosphäre naturgemäß vernachlässigt.“.
1988 wurde die International Meteor Organization gegründet, die mit den bereits seit April 1973 erscheinenden Werkgroep Niews (WGN) häufig in fachwissenschaftlichen Publikationen zitierte Mitteilungen herausgibt.
Aus der im Jahr 2004 gegründeten Initiative AusgangsPunkt Erde wurde 2008 das European Research Center for Fireballs and Meteorites.